# Bürgenstock
Bürgenstock je hora v centrálním Švýcarsku o výšce 1127,8 m n. m, která je ze tří stran obklopena Lucernským jezerem. Na úpatí hory ve výšce 874  m n. m. se nachází stejnojmenná luxusní lázeňská vesnička s nádherným výhledem na Lucernské jezero. Hora je z větší části součástí obce kantonu Nidwalden, menší část na severu je exklávou protilehlého Lucernu.
Lázeňské středisko sestává z několika hotelů a kongresového centra, od roku 1872 je vyhledávaným cílem zejména bohatých a známých osobností. Lze se do něj dostat autem ze Stansstadu nebo v letním období od dubna do konce října z lodní zastávky Kehrsiten lanovkou, která byla otevřena v roce 1889. Jízda trvá 7 minut.
Další pozoruhodností je Hammetschwandský výtah, nejvyšší venkovní výtah v Evropě (152,8 m). Spojuje skalní procházkovou trasu s vyhlídkovým místem Hammtschwand, odkud je jedinečný výhled na Lucernské jezero a okolní hory.

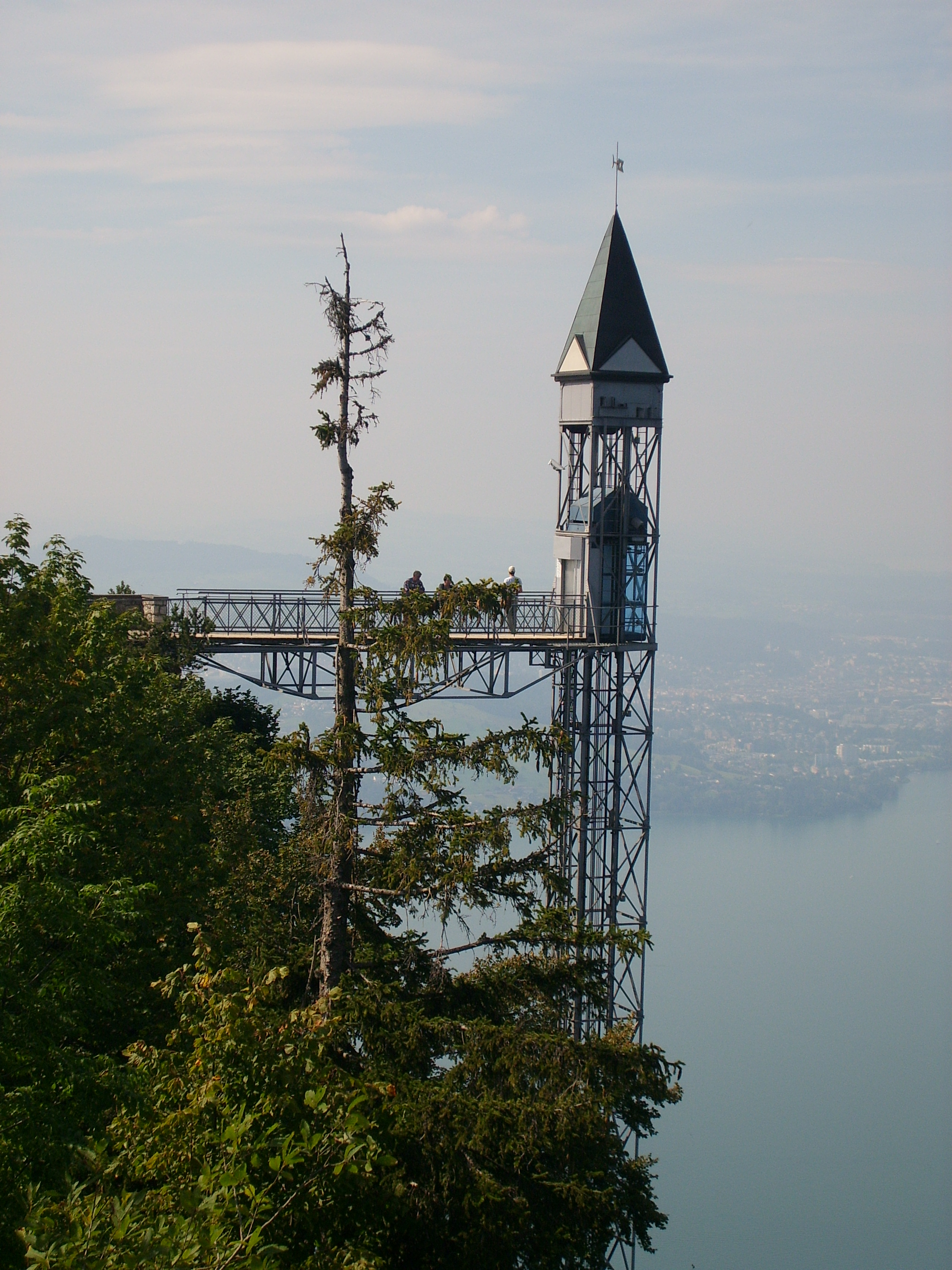
Hammetschwandský výtah